# Болдуц
Болдуц (рум. Bolduț) — село у повіті Клуж в Румунії. Входить до складу комуни Чану-Маре.
Село розташоване на відстані 294 км на північний захід від Бухареста, 31 км на південний схід від Клуж-Напоки.

## Населення
За даними перепису населення 2002 року у селі проживали 830 осіб.
Національний склад населення села:
| Національність | Кількість осіб | Відсоток |
| -------------- | -------------- | -------- |
| румуни         | 816            | 98,3%    |
| угорці         | 13             | 1,6%     |

Рідною мовою назвали:
| Мова      | Кількість осіб | Відсоток |
| --------- | -------------- | -------- |
| румунська | 820            | 98,8%    |
| угорська  | 10             | 1,2%     |